# Pega
Cet article concerne la paroisse civile portugaise. Pour le terme de tauromachie, voir Pega dans Corrida portugaise.
Pega est une paroisse civile portugaise (en portugais : freguesia) de la municipalité de Guarda, dans le district du même nom.
Lors du recensement de 2021, Pega compte 121 habitants.